# Ladislav Molnár (politik)
Ladislav Molnár, též László Molnár, plným jménem László Mihályi Molnár (* 24. dubna 1953 Rimavská Sobota), je slovenský učitel a publicista maďarské národnosti, menšinový maďarský aktivista a politik, po sametové revoluci československý poslanec Sněmovny lidu Federálního shromáždění za hnutí Együttélés, respektive za koalici Együttélés-Maďarské křesťanskodemokratické hnutí.

## Biografie
Vystudoval gymnázium v rodné Rimavské Sobotě, pak v letech 1971-1978 absolvoval Univerzitu Komenského (obor psychologie-maďarština). V letech 1972-1978 pracoval jako vedoucí mládežnického oddílu József Attila Ifjúsági Klub v Bratislavě, v období let 1978-1987 byl učitelem a školitelem. Byl aktivní ve spolku Csemadok.
Po sametové revoluci se zapojil do politiky. Ve volbách roku 1990 kandidoval do Sněmovny lidu (volební obvod Východoslovenský kraj) za hnutí Együttélés, respektive za koalici Együttélés a Maďarského křesťanskodemokratického hnutí. Do parlamentu nastoupil až dodatečně jako náhradník v květnu 1991 poté, co na mandát rezignoval Juraj Gyimesi. Mandát obhájil ve volbách roku 1992 a ve Federálním shromáždění setrval do zániku Československa v prosinci 1992. V parlamentu působil jako předseda poslaneckého klubu Együttélés. V roce 1991 byl zvolen regionálním místopředsedou Együttélés. V roce 1992 se stal místopředsedou hnutí Együttélés.
V letech 1990-1995 a opětovně v období 2000-2002 byl ředitelem maďarskojazyčné střední školy v Moldavě nad Bodvou. Od roku 2002 působí jako učitel na maďarskojazyčných středních školách v Košicích. Publikuje básně, články a recenze v denním tisku. Žije ve městě Moldava nad Bodvou. Jeho manželkou je ekonomka Sarolta Kondás. Má tři děti: Piroska (* 1978), Ákos (* 1979) a Bence (*1988). Jeho otcem byl István Molnár (1920-2010, po 2. světové válce dočasně vysídlen do českých zemí, po návratu organizátor obnovy maďarského menšinového života na Slovensku), matkou Anna Mihályi. V roce 2011 se stal předsedou slovenské organizace Světového svazu Maďarů, který sdružuje etnické Maďary v prostoru bývalého Uherska.